# 吕四站
吕四站位于中国江苏省南通市启东市吕四港镇二补村，龚家镇的北侧、跨蒿枝港桥下。
吕四站是宁启铁路的终点站，洋吕铁路（洋口港—吕四港）也途径本站。
2019年1月随宁启铁路二期建设完工。目前暂无客运。